# Miguel Veloso
Miguel Veloso (wym. [miˈgɛɫ vɛˈlozu]; ur. 11 maja 1986 w Coimbrze) – portugalski piłkarz występujący najczęściej na pozycji defensywnego pomocnika, chociaż zdarza mu się także grywać jako obrońca. Jego ojciec – António Veloso reprezentował barwy stołecznego rywala Sportingu – Benfiki.

## Kariera klubowa
Miguel Veloso zaczynał swoją karierę w młodzieżowych drużynach SL Benfiki, lecz tam nie poznano się na jego talencie. Gdy miał 14 lat przeszedł do Sportingu CP, gdzie grał w niższych kategoriach wiekowych przez 5 lat, a w 2004 został włączony do kadry pierwszego zespołu.
Żeby dać młodemu Portugalczykowi szansę na grę, działacze Sportingu wypożyczyli go do Olivais e Moscavide na sezon 2005/06. Klub ten wywalczył wówczas awans do Liga de Honra, a sam Veloso był jednym z wyróżniających się piłkarzy. Dzięki dobrej grze na wypożyczeniu Veloso powrócił do Sportingu na sezon 2006/07. O miejsce w składzie rywalizował wówczas z takimi zawodnikami jak Anderson Polga, Tonel, Marco Caneira oraz Custódio. Pomimo tak licznej konkurencji Veloso zagrał w większości meczów w tym sezonie. Zagrał między innymi w zwycięskim 1:0 pojedynku Ligi Mistrzów z Interem Mediolan, w którym został wybrany najlepszym graczem meczu.
Przez 4 sezony spędzone w Sportingu Veloso rozegrał 97 ligowych pojedynków. Latem 2010 odszedł do włoskiej Genoi. W Serie A zadebiutował 28 sierpnia podczas wygranego 1:0 wyjazdowego meczu z Udinese Calcio.
4 lipca 2012 roku podpisał 4-letni kontrakt z Dynamem Kijów. Suma kompensacji za przejście wyniosła około 7-8 mln euro. Latem 2016 po wygaśnięciu kontraktu powrócił do Genoi.

## Kariera reprezentacyjna
Dobre występy na mistrzostwach Europy U-21 otworzyły Veloso drogę do gry w dorosłej reprezentacji swojego kraju. Po raz pierwszy powołany został do niej 14 sierpnia na spotkanie przeciwko Armenii. W drużynie narodowej zadebiutował jednak dopiero 13 października w meczu z Azerbejdżanem. W 2008 roku razem z reprezentacją Portugalii dotarł do ćwierćfinału mistrzostw Europy, w 2010 do 1/8 mistrzostw świata, a w 2012 do półfinału mistrzostw Europy.

## Sukcesy i odznaczenia

### Sukcesy klubowe
- zdobywca Pucharu Portugalii: 2007, 2008
- zdobywca Superpucharu Portugalii: 2007, 2008
- finalista Pucharu Ligi Portugalskiej: 2008, 2009
- mistrz Ukrainy 2015

### Sukcesy reprezentacyjne
- półfinalista mistrzostw Europy: 2012
- mistrz Europy U-17: 2003